# Búzio
Búzio (ou buzo, na região nordeste do Brasil, segundo Antônio Houaiss e Rodolpho von Ihering, que cita este dialeto para a Bahia) é a denominação vernácula, em português, para vários moluscos gastrópodes marinhos, na subclasse Caenogastropoda, cujas conchas apresentam um canal sifonal mais ou menos longo; alguns dotados de espiral fusiforme, mais ou menos alta, como é o caso de Charonia variegata (Lamarck, 1816), encontrada na ilha da Madeira, ou Charonia lampas (Linnaeus, 1758). Em Portugal, as principais espécies com tal nome são os Muricidae Bolinus brandaris (Linnaeus, 1758), de coloração amarelada, também chamada búzio-canilha, canilha ou búzio-fêmea, e Hexaplex trunculus (Linnaeus, 1758), de coloração branco-amarelada, com listras amarronzadas em espiral, também conhecida como búzio-macho. A palavra também é empregada nos moluscos da família Buccinidae, como é o caso de Buccinum undatum Linnaeus, 1758, também chamados bucinos. Outras espécies europeias com o nome búzio são os Epitoniidae, Epitonium clathrus (Linnaeus, 1758) e Epitonium turtonis (W. Turton, 1819), estes desprovidos de canal sifonal.
No Brasil esta denominação inclui espécies de Cypraeidae nativas e provenientes do Indo-Pacífico, utilizadas como instrumento de adivinhação pelas religiões de matriz africana; como é o caso das espécies Naria spurca (Linnaeus, 1758) – conhecida por buzo-fêmea –, Luria cinerea (Gmelin, 1791) – conhecida por buzo-macho –, Monetaria moneta (Linnaeus, 1758) – o cauri –, Monetaria annulus (Linnaeus, 1758) e Monetaria caputserpentis (Linnaeus, 1758); também sendo denominados búzio os moluscos de maiores dimensões, como Cassis tuberosa (Linnaeus, 1758), o búzio-totó, Titanostrombus goliath (Schröter, 1805), o búzio-de-aba ou búzio-de-chapéu, Macrostrombus costatus (Gmelin, 1791), o búzio-cambute ou búzio-corcunda, e Monoplex parthenopeus (Salis Marschlins, 1793), o búzio-peludo ou búzio-cabeludo. Artur Neiva ainda fala do búzio-preto e do búzio-branco do Recôncavo baiano e que são, respectivamente, Pugilina tupiniquim Abbate & Simone, 2015 e Turbinella laevigata Anton, 1838. Rodolpho von Ihering comenta, no seu Dicionario dos Animais do Brasil, esta denominação para o gênero Strombus e acrescenta a ilustração do caramujo Strombus pugilis Linnaeus, 1758 em seu verbete. Na região sul do Brasil, Paraná, são Tonna galea (Linnaeus, 1758) e Semicassis granulata (Born, 1778) que recebem a denominação búzio.

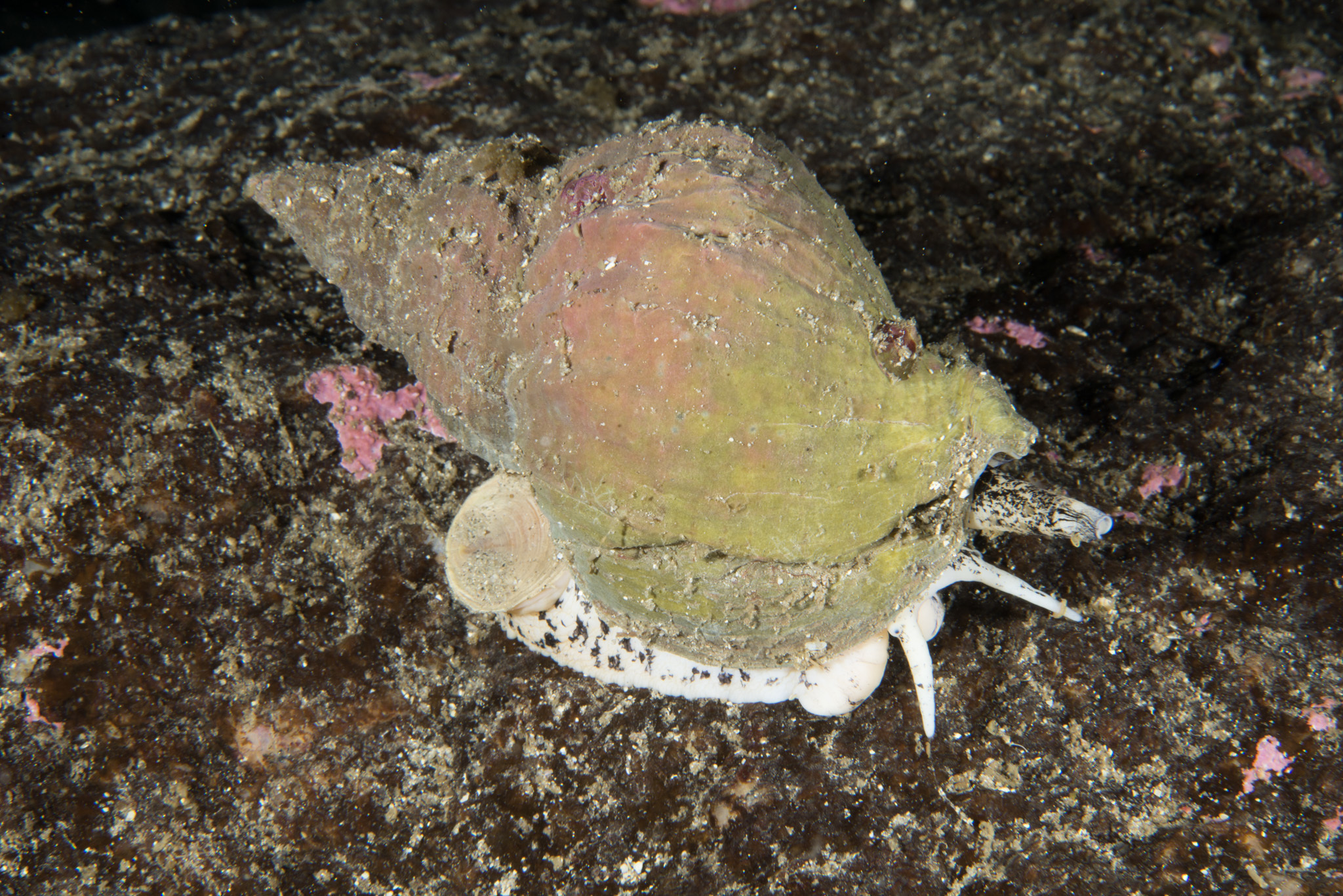
Uma fotografia de Buccinum undatum Linnaeus, 1758,[1] com o animal, em Rogaland, Noruega.

## Etimologia
A etimologia de búzio provém de bucina ou bucĭnu, que significa "trombeta" ou "trombeteiro", em latim, e "buzina", em português; denominação esta proveniente do fato de que algumas destas espécies são utilizadas como instrumento de sopro pelos pescadores e jangadeiros para anunciar sua chegada ao porto ou como meio de comunicação marítima. Para esta finalidade preparam um furo no ápice da espiral da concha, por onde sopram produzindo um som de estridência rouquenha, muito característico, que se ouve de bem longe. Existem outras espécies, fora dos territórios atlânticos de língua portuguesa, em que se servem da mesma finalidade os habitantes da costa; como é o caso de Aliger gigas, Cassis cornuta, Charonia tritonis, Titanostrombus galeatus, Turbinella pyrum, Chicoreus ramosus e Syrinx aruana.[carece de fontes?] Búzio também é o nome dado ao mergulhador que, no fundo do mar, apanha conchas, corais, peixes e ostras contendo pérolas, ou executa qualquer outro trabalho subaquático.

## Galeria de imagens de espécies de búzios

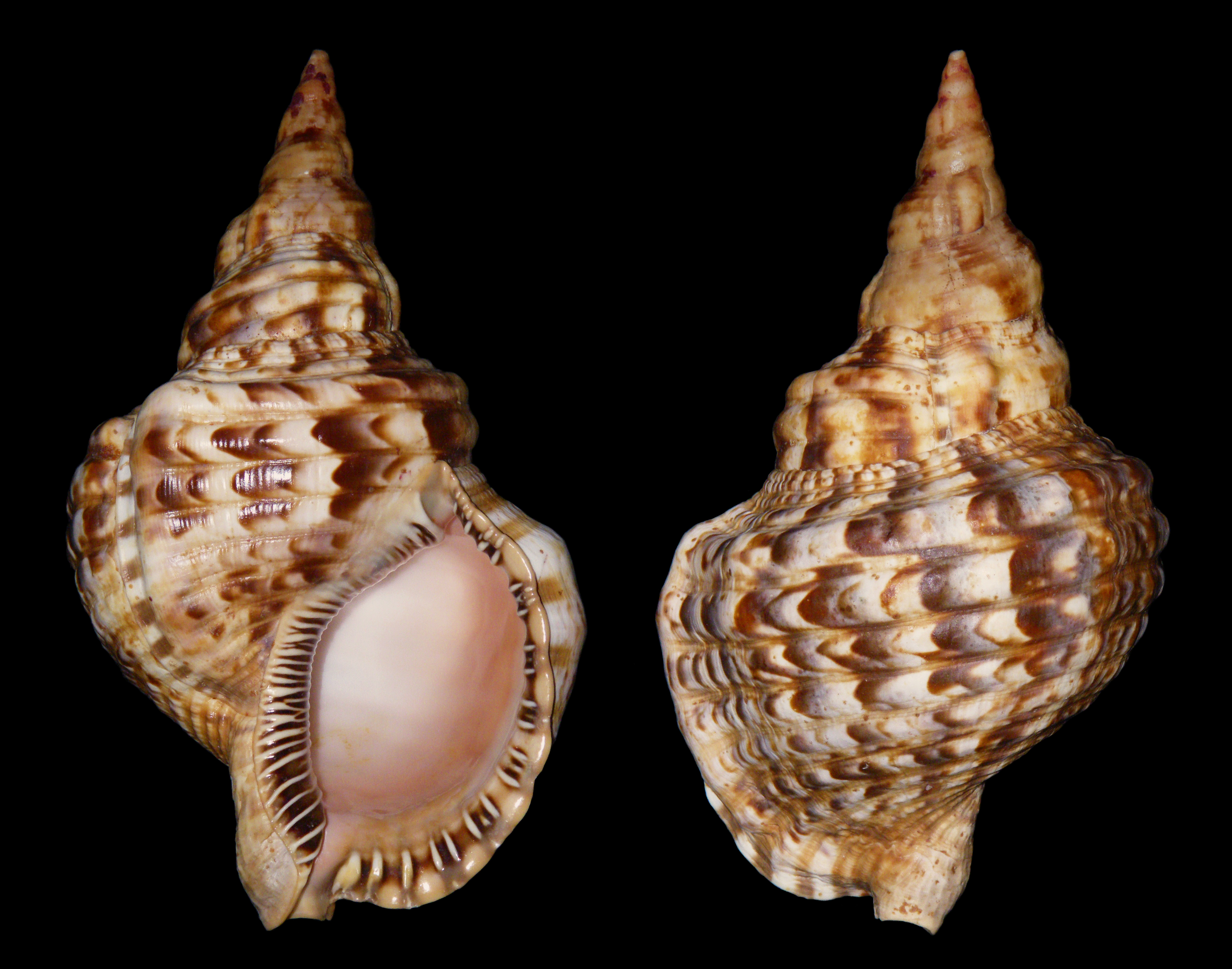
Charonia variegata (Lamarck, 1816)
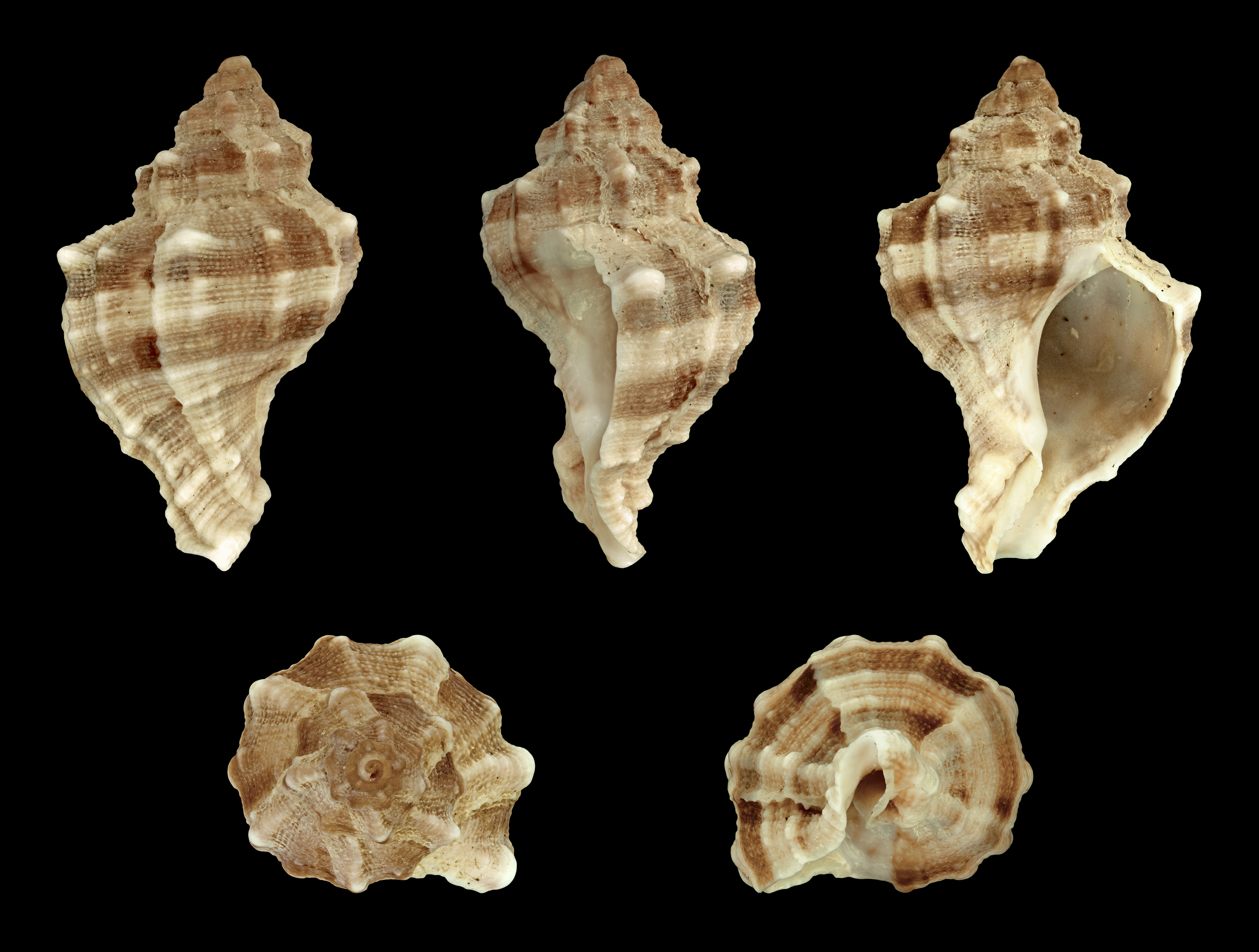
Hexaplex trunculus (Linnaeus, 1758)
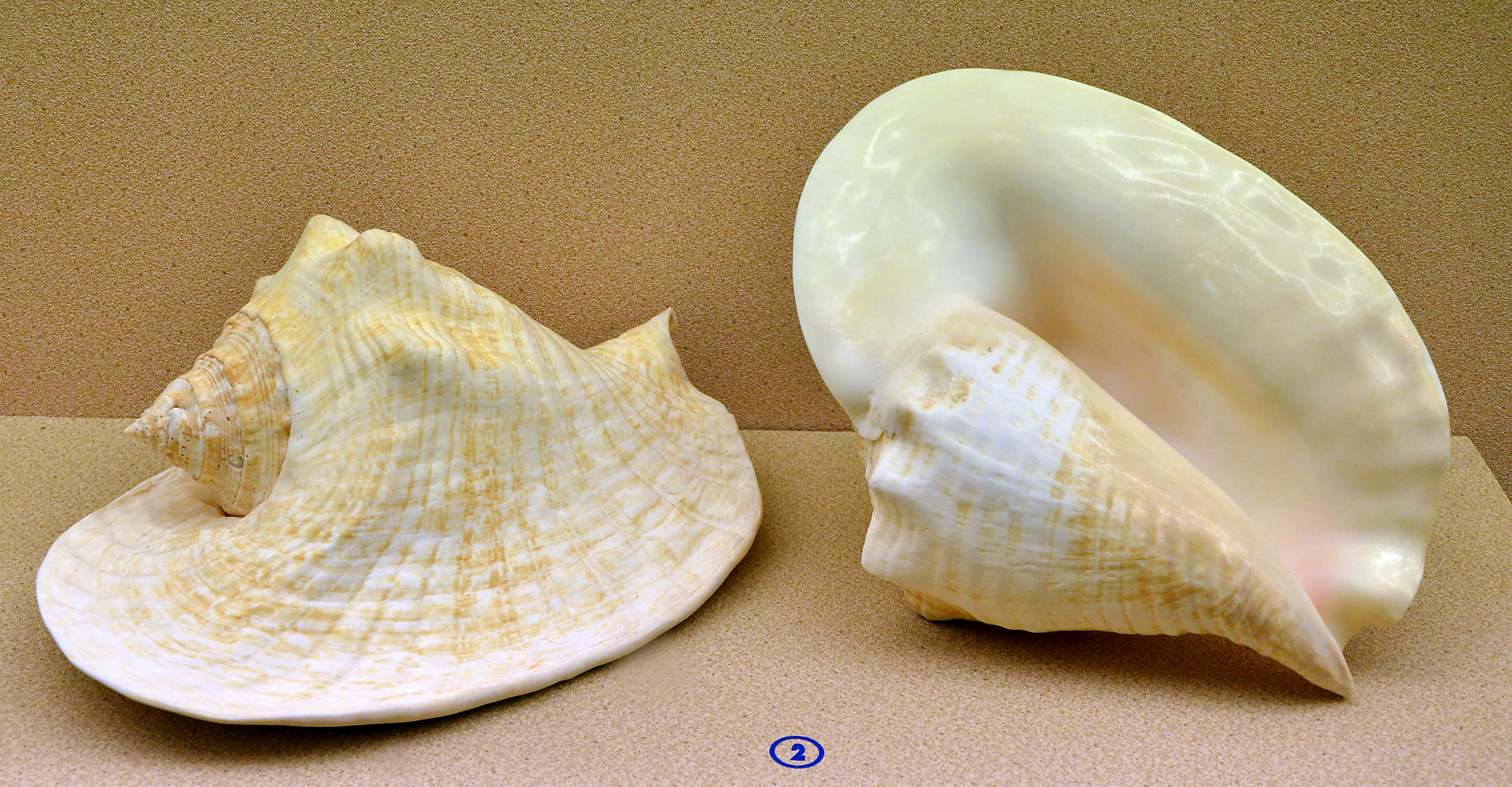
Titanostrombus goliath (Schröter, 1805)
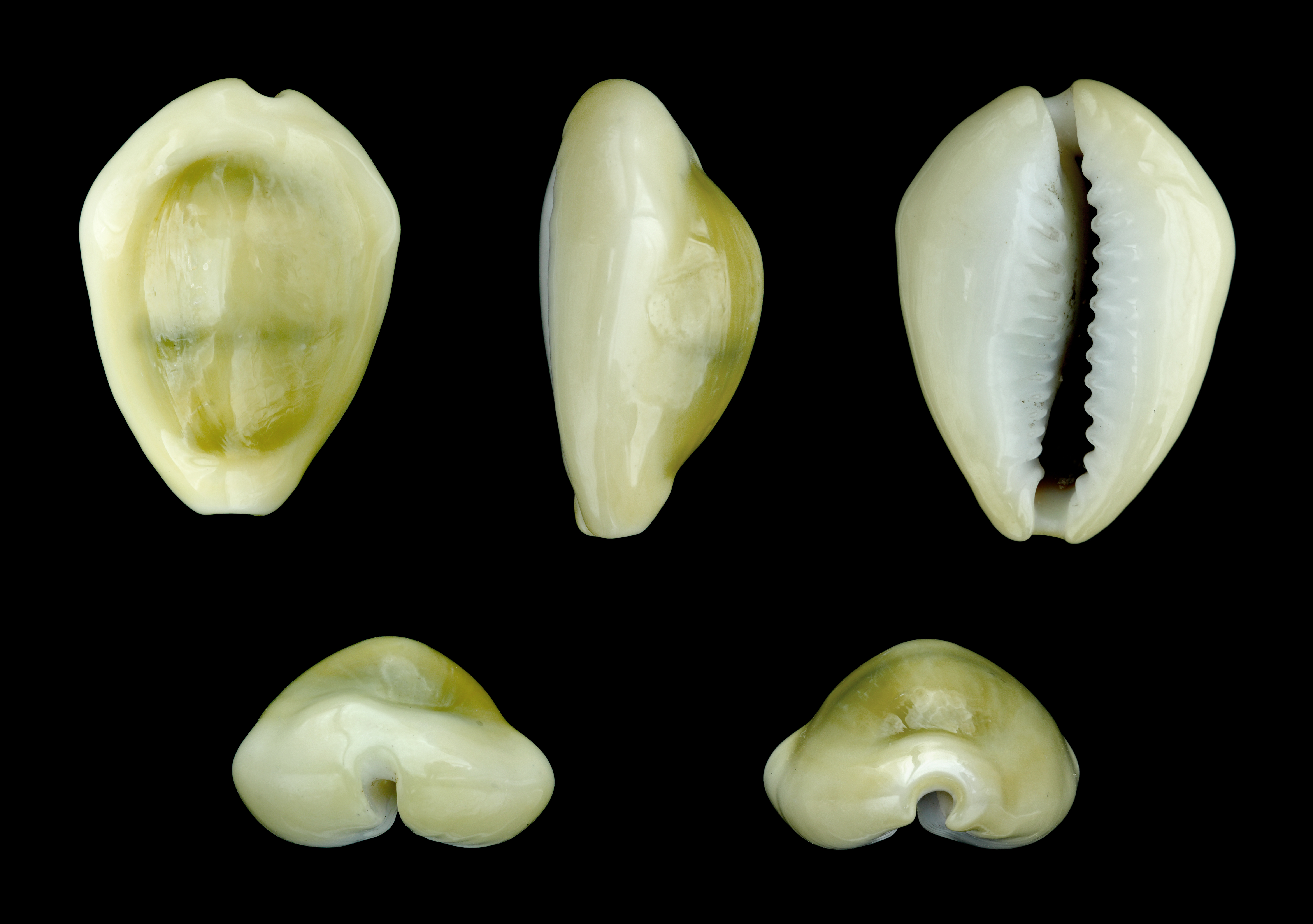
Monetaria moneta (Linnaeus, 1758)